# Gran Metropolitano de Barcelona
Gran Metropolitano de Barcelona, en catalán Gran Metropolità de Barcelona, fue una empresa construida como sociedad anónima el 26 de mayo de 1921, para iniciar la construcción y explotación de una línea de metro en la ciudad de Barcelona llamada Gran Metro, actualmente denominada L3 y explotada por TMB.

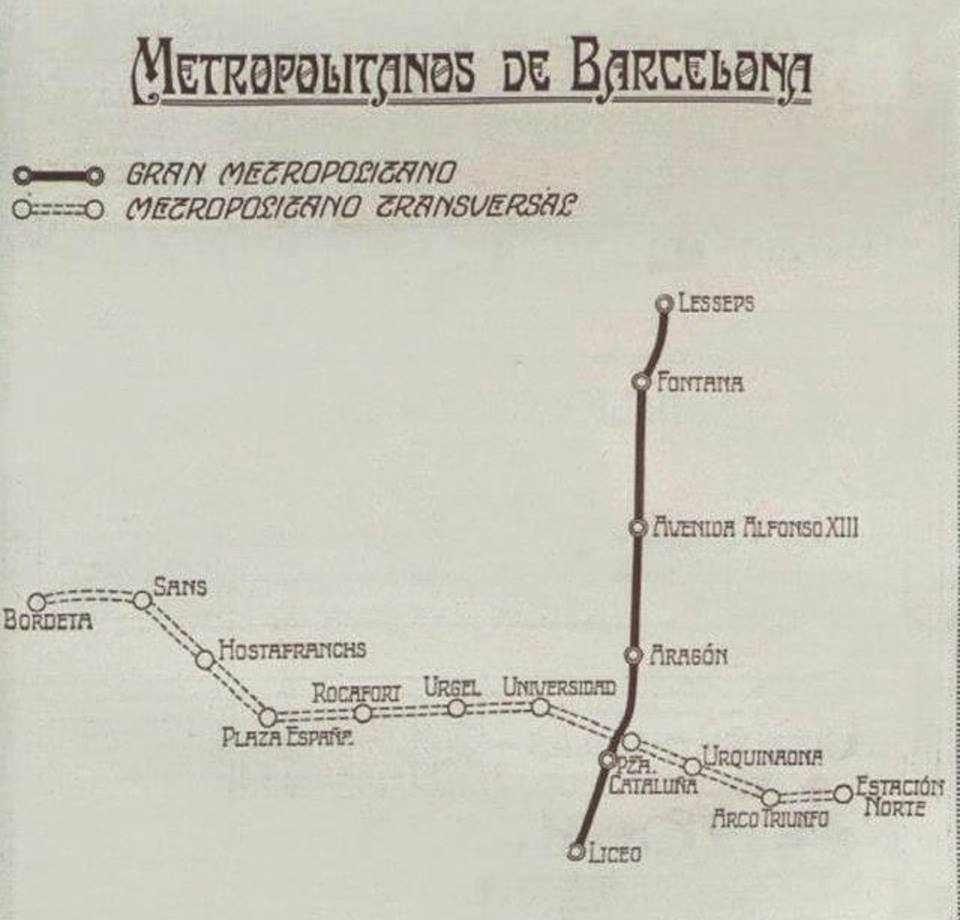
Plano del Metro de Barcelona (1925).

Aunque fue la segunda empresa que se constituyó para construir una línea de metro en el área metropolitana de Barcelona, fue la primera en inaugurar una línea en Barcelona ciudad. El 30 de diciembre de 1924 inauguró el tramo entre las estaciones de Lesseps y Plaza de Cataluña, actual L3 (verde).
En 1957 el ayuntamiento de Barcelona se hizo con el control de la empresa, y en 1961 se fusionó con la primera empresa que se creó, Ferrocarril Metropolitano de Barcelona (Transversal), y se creó la compañía Ferrocarril Metropolitano de Barcelona (FMB).

## Véase también

Mapa del Gran Metro (L3) entre 1924 y 1946.